# Obrovská priepasť
Obrovská priepasť (też: Oriáš, Čtvercová, Propasť č. 23, węg. Óriás-zsomboly,; pol. Ogromna Przepaść) – jaskinia krasowa o rozwinięciu pionowym w Krasie Słowacko-Węgierskim na Słowacji. Leży w granicach katastralnych wsi Jablonov nad Turňou w powiecie Rożniawa.

## Położenie
Jaskinia znajduje się w centralnej, najszerszej części płaskowyżu Dolnego Wierchu, ok. 1,5 km na pd.-zach. od najwyższego wzniesienia płaskowyżu, zwanego Pavlovský vrch. Leży 3 km w linii prostej na pd. od centrum Jablonova nad Turňou i jedynie 600 m na pn. od granicy słowacko-węgierskiej. Jej otwór wejściowy w formie przepaścistej studni otwiera się w pobliżu leśnej drogi, prowadzącej z Jablonova nad Turňou koło dawnego młyna wodnego nad rzeką Turňa w górę na płaskowyż i dalej na pd., na węgierską stronę.

## Charakterystyka
„Ogromna Przepaść” jest jaskinią typu korozyjno-zapadliskowego. Powstała w jasnych wapieniach pochodzących ze środkowego triasu, tzw. wettersteinskich, należących do płaszczowiny silickiej, poprzez zawalenie się (prawdopodobnie w pliocenie) stropów pustek, powstałych wzdłuż lokalnych pęknięć górotworu. Zgodnie z nazwą, ma wielki otwór wejściowy (na wysokości 535 m n.p.m.) prowadzący do systemu trzech kolejnych, połączonych ze sobą studni. Środkowa z nich, najgłębsza (głęb. 63 m), ma butelkowaty kształt. Posiada interesującą szatę naciekową – najbogatsza występuje w bocznej komorze zwanej Galéria, mającej wylot mniej więcej w połowie głębokości środkowej studni.

## Historia eksploracji
Odkrycia jaskini dla współczesnej nauki dokonała w roku 1959 dwójka węgierskich speleologów w trakcie rutynowego przeszukiwania Dolnego Wierchu. W trakcie pomiarów prowadzonych w 1967 r. głębokość jaskini ustalono na 100 m. Pomimo wielokrotnych prób dotychczas nie udało się tej granicy przekroczyć. Do 1997 r. była uważana za najgłębszą jaskinię po słowackiej stronie Dolnego Wierchu, a obecnie pozostaje trzecią w tym rankingu (po jaskiniach Natrhnutá priepasť (-112 m) i Hlinoš (-110 m)). Prowadzone badania kolorymetryczne wykazały, że hydrologicznie jaskinia związana jest z wywierzyskiem w tzw. ogrodzie św. Andróda koło Jablonova nad Turňou.

## Fauna
Jaskinia jest jednym z ważniejszych miejsc hibernacji nietoperzy w tej części Słowacji. Dotychczas stwierdzono tu 4 gatunki nietoperzy, z których najliczniej występują podkowiec mały i nocek duży. Z bezkręgowców żyje tu rzadki, niewielki pajęczak z rzędu zaleszczotków, Neobisium (Blothrus) slovacum, znany z jaskiń Diviačia priepasť i Šingliarova priepasť na niedalekim Płaskowyżu Pleszywskim.

## Ochrona
Jaskinia znajduje się w granicach Parku Narodowego Kras Słowacki. W 1995 r. wraz z szeregiem innych jaskiń Krasu Słowacko-Węgierskiego została wpisana na listę światowego dziedzictwa UNESCO. Od 1996 r. jest dodatkowo chroniona jako narodowy pomnik przyrody (słow. Národná prírodná pamiatka). Nie jest dostępna do zwiedzania turystycznego.